# Lutjanus rufolineatus
Lutjanus rufolineatus är en fiskart som först beskrevs av Valenciennes, 1830.  Lutjanus rufolineatus ingår i släktet Lutjanus och familjen Lutjanidae. Inga underarter finns listade i Catalogue of Life.